# Chiese nuove dei Camaldoli
Le chiese nuove dei Camaldoli sono un gruppo di chiese di interesse storico-artistico di Napoli che sono state scoperte sulla collina dei Camaldoli, nell'anno 2005-06.

## Storia
La loro particolarità sta nel fatto che sono state ricavate nella roccia. Si suppone che possano risalire al XVIII secolo, come han potuto far intuire gli affreschi delle cappelle. Questi luoghi di culto, attualmente, risultano non visitabili per ricerche ed indagini storiche.